# Batalla de Bet Zacarías
La batalla de Bet-Zacarías se libró entre los judíos macabeos y las fuerzas griegas durante la revuelta de los macabeos contra el imperio seléucida .

## Antecedentes
En 164 a. C., Judas Macabeo aplastó a los griegos numéricamente superiores comandados por Lisias en la batalla de Bet-sur y restauró el templo en Jerusalén . Sin embargo, las fuerzas seléucidas todavía controlaban Acra , una fortaleza dentro de la ciudad que daba al Monte del Templo y sirvió como un símbolo para recordar a los judíos que su tierra aún estaba ocupada. Aprovechando la amarga rivalidad entre Lisias y el regente del emperador recientemente fallecido, Felipe, Judas puso cerco a la fortaleza en 162 a. C. Sin embargo, Lisias hizo lo inesperado y dejó Antioquía y su disputa con Felipe y tomó el campo contra el ejército de los Macabeos.
Con un ejército de aproximadamente 50.000 de infantería y treinta elefantes de guerra , junto con la caballería y carros, Lisias se acercó a Jerusalén desde el sur y sitió Bet-sur , a dieciocho millas de la ciudad. Judas levantó su asedio a El Acra, y condujo a su ejército al sur de Bet-Zacarías . La fuerza judía de alrededor de 20.000 hombres se posicionó en el terreno elevado a través del camino a Jerusalén - directamente en la trayectoria del ejército siro seléucida.

## Descripción
Como se le dijo en 1 Macabeos 6 , después de capturar Bet-Zur,las fuerzas de Lisias 'marcharon sobre Bet-Zacarías, con elefantes de guerra y la infantería ligera al mando del ataque principal y caballería pesada en los flancos sobre terreno elevado. En la parte trasera central marchaban las tropas de infantería pesada en formación de falange . Judas no quiso aplazar a sus habituales tácticas de guerrilla porque sentía que su éxito en el pasado con ellos era motivo de los sirios a esperar una defensa no tradicional. Por lo tanto, utiliza tácticas de campo tradicionales y combate a los sirios a su manera. El resultado fue una derrota para los judíos.
Los elefantes de guerra se pusieron nerviosos por las tropas de Judas. Como los judíos comenzaron a romper por la parte trasera, el hermano menor del Macabeo, Eleazar Horan , intentó demostrar a sus semejantes que los elefantes eran vulnerables. 1 Macabeos 6: 43-47 dice cómo, cargando en la desembocadura del asalto de Siria, descubrió un gran elefante que lleva el sello real. Eleazar se arrojó bajo el animal y metió su espada en el vientre blando. El elefante murió inmediatamente y cayó sobre Eleazar, causándole la muerte. Este espectáculo de valentía no fue suficiente para reunir a las fuerzas judías, que se derrumbaron bajo la fuerte presión de la falange griega.
Lisias marchó al norte de Jerusalén y puso cerco a las fuerzas rebeldes allí. Sin embargo, antes de que pudiera restaurar el control total seléucida de la ciudad, fue llamado de regreso a Antioquía de participar a su enemigo, Felipe, por el control del imperio. Antes de irse, aceptó un compromiso que permite a los judíos seguir sus costumbres y adorar a su antojo.
El heroísmo de Eleazar fue conmemorado en una moneda de Jánuca emitida por el Banco de Israel en 1961.
La ciudad de Elazar fue nombrado después de la muerte del Macabeo, ya que es en el camino a Beit Zur (cerca de lo que hoy en día es Karmei Zur y la ciudad árabe de Halhul). El Moshav Zekharia , sentado sobre las ruinas de la aldea árabe Zakaria, es probablemente el lugar de la antigua Bet Zecharia.